# Марко Маросиук
Марко Маросиук, (9. септембар)  познат и као Марко Ариел је српски модни дизајнер. Пореклом је из Суботице.

## Каријера
Завршио је Средњу школу Богдан Шупут у Новом Саду, и 2010. године дипломирао на одсеку за костим Академије лепих уметности. На Српској недељи моде до сада је приказао четири колекције, и радио је на костимима 22 представе у Народном позоришту у Суботици. Сарађивао је и са позориштима у Осијеку и Загребу. Препознатљив је по дизајнима  балских и елегантних хаљина које спадају у high couture. Његове креације су у својим музичким спотовима носили Јована Николић, Саша Ковачевић и Николина Пишек. Његови модели често су присутни у српском издању часописа Ел,  а присутан је и на друштвеним мрежама где поставља цртеже својих креација и јавних личности, па су његове цртеже делиле и стране јавне личности из света моде попут Мошино, Мерт Атлас,  Наоми Кембел, Малуме и Јона Кортахарене.